# I-25 (sous-marin)
Pour les articles homonymes, voir I25.
Le I-25 (イ-25) est un sous-marin de la marine impériale japonaise de type B1 en service durant la Seconde Guerre mondiale, commissionné en 1941.
Il a participé à l'attaque de Pearl Harbor, et a été le seul sous-marin de l'Axe à effectuer le bombardement aérien sur le territoire continental des États-Unis pendant la Seconde Guerre mondiale, lors des raids aériens dits de Lookout, et le bombardement de Fort Stevens, deux attaques qui ont eu lieu dans l'État de l'Oregon.

## Construction
Construit par les Chantiers navals Mitsubishi, à Kobe au Japon, le I-25 a été mis sur cale le 3 février 1939, sous le nom de Sous-marin n° 42. Il a été lancé le 8 juin 1940 et a été achevé et mis en service le 15 octobre 1941.

## Description
Le I-25, pesant près de 2 600 tonnes en surface, était capable de plonger à 100 m, puis de se déplacer à une vitesse maximale de 8 nœuds, avec une autonomie de 96 milles nautiques à une vitesse réduite de 3 nœuds. En surface, sa portée était de 14 000 milles nautiques, développant une vitesse maximale de 23,6 nœuds. Il transportait un hydravion de reconnaissance biplace Yokosuka E14Y (connu des Alliés sous le nom de Glen), stocké dans un hangar hydrodynamique à la base de la tour de navigation (kiosque).

## Histoire du service

### Première patrouille
Pendant la Seconde Guerre mondiale, le I-25 a servi sous le commandement du capitaine de corvette Meiji Tagami, diplômé de la classe 51 à Etajima, Hiroshima. Le lieutenant Tatsuo Tsukudo, 26 ans, était l'officier exécutif (XO) du I-25. Le I-25 a quitté Yokosuka le 21 novembre 1941 en préparation des hostilités.
Le I-25 et trois autres sous-marins ont patrouillé sur une ligne de 222 km (120 milles nautiques) au nord d'Oahu pendant l'attaque japonaise sur Pearl Harbor. Après que les porte-avions japonais aient navigué vers l'ouest à la suite de l'attaque, le I-25 et huit autres sous-marins ont navigué vers l'est pour patrouiller la côte ouest des États-Unis. Le I-25  a patrouillé au large de l'embouchure du fleuve Columbia. Un bombardement programmé des villes côtières américaines à la veille de Noël 1941 a été annulé en raison de la fréquence des patrouilles aériennes et de surface sur les côtes.
L'I-25 a attaqué le pétrolier SS Connecticut à 16 km des côtes américaines. Le pétrolier endommagé a réussi à s'échapper mais s'est échoué à l'embouchure du fleuve Columbia. Le I-25 est ensuite retourné à Kwajalein, où il est arrivé le 11 janvier 1942 pour se ravitailler en carburant et être remis en état.

### Deuxième patrouille
Le I-25 a quitté l'atoll de Kwajalein dans les îles Marshall le 5 février pour sa prochaine patrouille opérationnelle dans le Pacifique Sud. Les ordres de Tagami étaient de reconnaître les ports australiens de Sydney, Melbourne et Hobart, puis les ports néo-zélandais de Wellington et Auckland.
Le I-25 a voyagé en surface pendant neuf jours, mais à l'approche des côtes australiennes, il n'a voyagé en surface que sous le couvert de la nuit.
Le samedi 14 février, le I-25 se trouvait à quelques milles de la côte près de Sydney. Les projecteurs de Sydney étaient clairement visibles depuis le pont du I-25. Tagami a ensuite emmené le I-25 à une position située à 190 km (100 milles nautiques) au sud-est de Sydney.

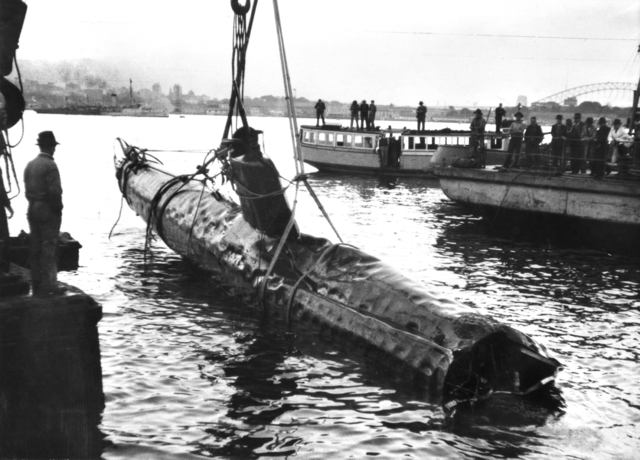
Un sous-marin de poche japonais de classe Ko-hyoteki, que l'on croit être le no 14, est remonté du port de Sydney le 1er juin 1942.

Plusieurs jours de forte houle ont empêché le lancement immédiat de l'hydravion à flotteurs Yokosuka E14Y "Glen". Ils sont restés immergés pendant la journée et sont remontés à la surface la nuit. Finalement, le mardi 17 février, l'Adjudant Nobuo Fujita a décollé du "Glen" pour un vol de reconnaissance au-dessus du port de Sydney, afin d'examiner la base aérienne de Sydney. À 7h30, Fujita était revenu au I-25 et avait démonté le "Glen" pour le ranger dans le hangar étanche. Le commandant Tagami a alors pointé le I-25 vers le sud en surface à 26 km/h (14 noeuds). À midi, le mercredi 18 février, ils se trouvaient à près de 740 km (400 milles nautiques) au sud-est de Sydney et se dirigeaient toujours vers le sud.
Leur mission suivante consistait à effectuer un vol similaire au-dessus de Melbourne. Tagami a décidé de lancer l'avion depuis le cap Wickham, à l'extrémité nord de King Island, à l'extrémité ouest du détroit de Bass, à peu près à mi-chemin entre Victoria et la Tasmanie. L'hydravion a été lancé le 26 février pour son vol de reconnaissance vers Melbourne au-dessus de la baie de Port Phillip.
Le prochain vol de reconnaissance de Fujita en Australie a eu lieu le 1er mars, au-dessus de Hobart. Le I-25 s'est ensuite dirigé vers la Nouvelle-Zélande où Fujita a effectué un autre vol de reconnaissance au-dessus de Wellington le 8 mars. Fujita a ensuite survolé Auckland le 13 mars, puis les Fidji le 17 mars.
Le I-25 est retourné à sa base de Kwajalein le 31 mars et s'est ensuite rendu à Yokosuka pour y être remis en état. Le I-25 se trouvait dans la cale sèche numéro 5 de Yokosuka le 18 avril 1942, lorsque l'un des bombardiers North American B-25 Mitchell du Raid de Doolittle a endommagé le porte-avions japonais Ryūhō dans la cale sèche adjacente numéro 4.

### Troisième patrouille
Alors qu'il se dirigeait vers les îles Aléoutiennes pour une troisième patrouille de guerre au large de la côte ouest de l'Amérique du Nord, l'hydravion "Glen " du I-25 a survolé les installations militaires américaines sur l'île Kodiak. La surveillance du 21 mai 1942 était en préparation du détournement vers le nord de la bataille de Midway.
Peu après minuit, le 20 juin 1942, le I-25 torpilla le cargo canadien SS Fort Camosun au large des côtes de Washington. Le cargo se dirigeait vers l'Angleterre avec une cargaison de matériel de production de guerre comprenant du zinc, du plomb et du contreplaqué. Une torpille a frappé le côté bâbord sous le pont et a inondé les 2e et 3e cales du cargo. Les corvettes canadiennes Quesnel et Edmundston ont atteint le cargo touché après l'aube et ont sauvé l'équipage des canots de sauvetage. Le Fort Camosun fut remorqué à Puget Sound pour y être réparé, et survécut plus tard à une deuxième attaque de torpilles par le I-27 dans le golfe d'Aden à l'automne 1943,.
Le soir du 21 juin 1942, le I-25 suivit une flotte de bateaux de pêche pour éviter les champs de mines près de l'embouchure du fleuve Columbia, dans l'Oregon. Le I-25 tirent dix-sept obus de 14 cm (5,5 pouces) sur la batterie Russell, une petite installation de l'armée côtière à l'intérieur de Fort Stevens, qui sera plus tard désaffectée. Le Fort Stevens était équipé de deux canons de 10 pouces obsolètes, de quelques mortiers de 12 pouces, de canons de campagne de 75 mm, de mitrailleuses de calibre .50, ainsi que des projecteurs, des postes d'observation et des radars secrets associés. Les dégâts ont été minimes. En fait, les seuls éléments importants endommagés sur le fort étaient un mur d'arrêt de base-ball et quelques lignes électriques et téléphoniques.

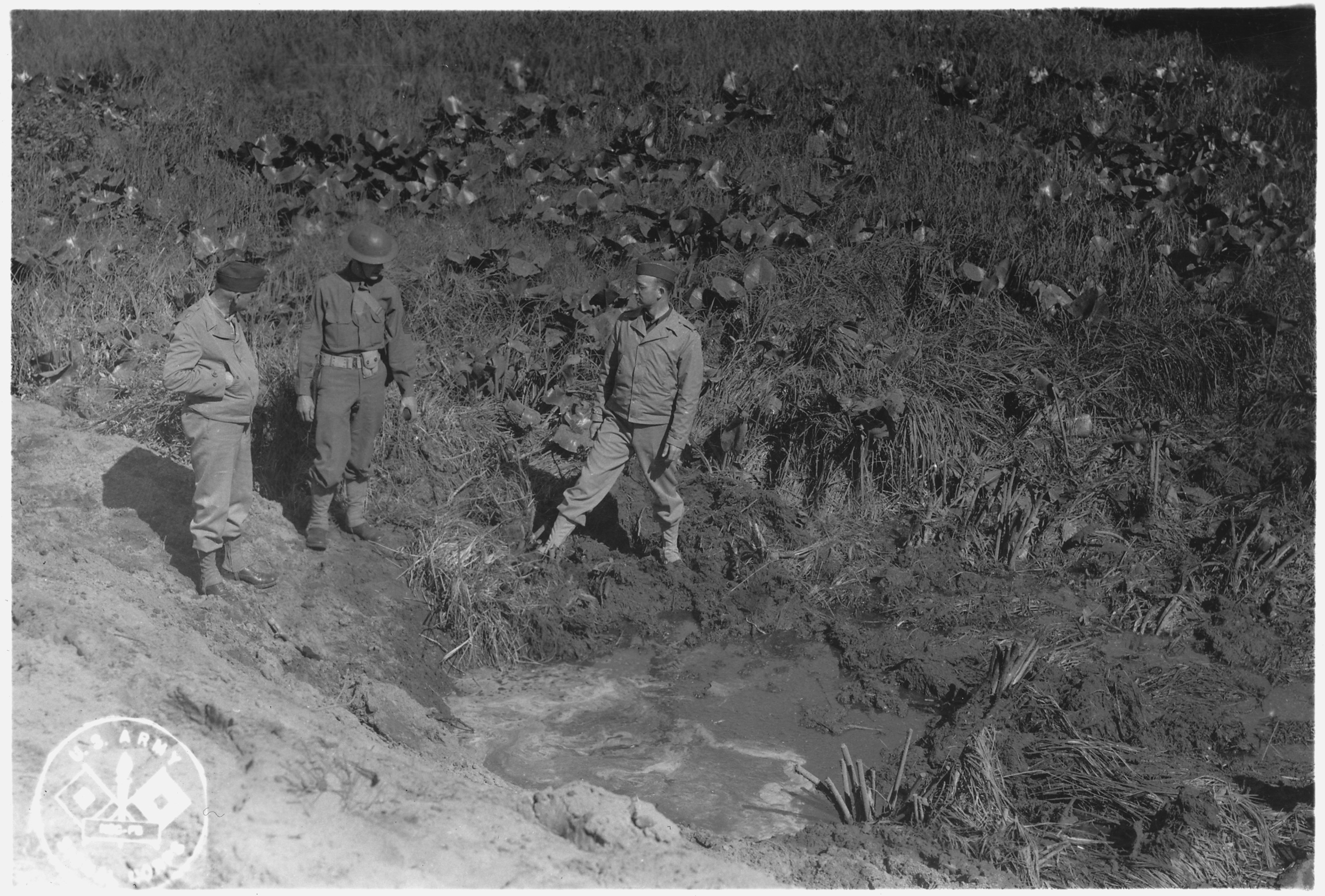
Des militaires américains inspectent un cratère d'obus après l'attaque du Fort Stevens par le I-25

Les tirs d'obus entrants ont eu un effet hautement stimulant sur le personnel de la batterie Russell. Les hommes ont sauté du lit, s'écrasant contre des objets dans le noir - allumer une lumière serait impensable - alors qu'ils se précipitaient en sous-vêtements vers les postes de combat.

"Nous avions l'air d'être en enfer", a déclaré plus tard le capitaine Jack R. Wood, commandant de la batterie, à l'historien Bert Webber. "Mais nous étions prêts à riposter en quelques minutes.".
Mais lorsque les artilleurs ont demandé la permission d'ouvrir le feu, elle a été fermement refusée. Cela s'explique en partie par le fait que la localisation du sous-marin restait incertaine en raison des difficultés à évaluer les rapports provenant de différents points d'observation; il était, après tout, à 16 km de la côte. De plus, les autorités ont déclaré plus tard qu'elles souhaitaient éviter de révéler l'emplacement de leurs canons à ce qu'elles croyaient être une mission de reconnaissance. Le sous-marin était peut-être aussi hors de portée de l'artillerie de la batterie Russell; le mécanisme utilisé avec les canons de 10 pouces obsolètes limitait leur course vers le haut, ce qui limitait leur portée effective à moins de 16 km. Si les canons ouvraient le feu, le sous-marin pourrait signaler à Tokyo qu'une flotte de navires de surface pourrait simplement se hisser à 16 km de la côte et pilonner la batterie Russell en toute impunité, puis continuer sa route vers le fleuve Columbia - où, parmi d'autres cibles précieuses, en amont à Portland, l'Oregon Shipbuilding Corporation, l'un des chantiers navals d'Henry Kaiser, lançait des Liberty ships à un rythme de plus d'un par semaine. La marine ne pouvait évidemment pas prendre de risque à cet égard.
Finalement, la batterie Russell est restée sur place et a pris le contrôle de la situation - 17 obus au total - sans un seul tir en retour. Ce fut un tournant pour l'artillerie côtière américaine, et l'absence de riposte provoqua une réévaluation des hommes et de l'artillerie affectés à la défense côtière.

### Quatrième patrouille

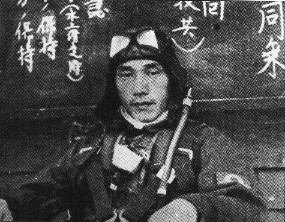
L'Adjudant d'aviation Nobuo Fujita.

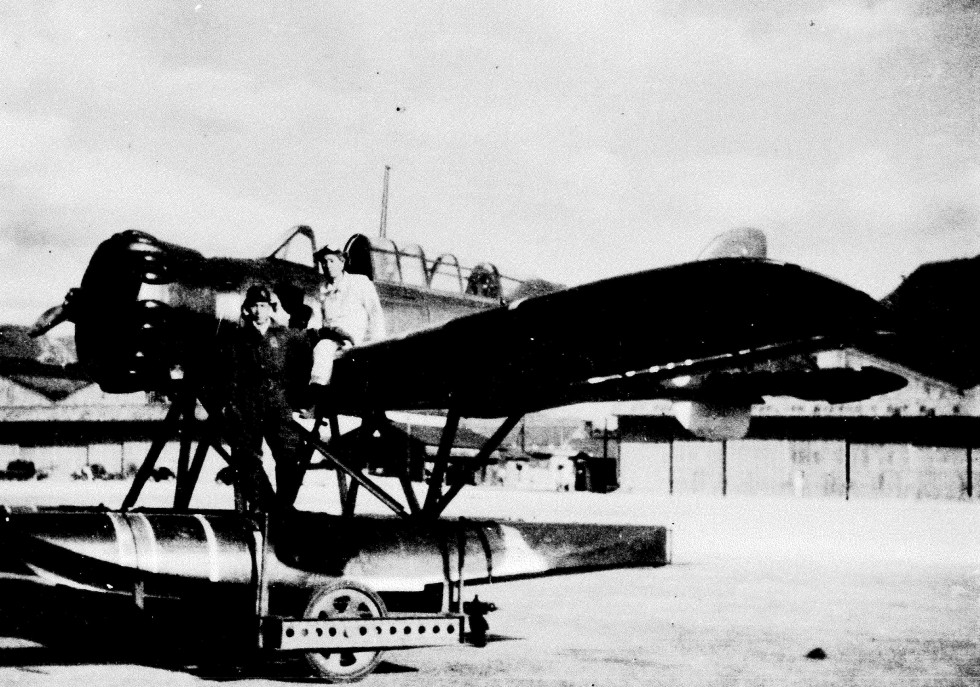
Nobuo Fujita debout près de son hydravion Yokosuka E14Y "Glen".

À la suite de ses vols d'observation réussis lors des deuxième et troisième patrouilles, l'Adjudant Nubuo Fujita a été spécifiquement choisi pour une mission spéciale de bombardement incendiaire visant à créer des feux de forêt en Amérique du Nord. Le I-25 a quitté Yokosuka le 15 août 1942 avec six bombes incendiaires de 76 kilos. Le 9 septembre, l'équipage déploie à nouveau le "Glen", qui largue deux bombes sur des terres forestières près de Brookings, dans l'Oregon. Cette attaque par un avion ennemi fut plus tard appelée attaque aérienne de Lookout ("Lookout Air Raids"), et fut la seule fois où la partie continentale des États-Unis fut bombardée par un avion ennemi et le deuxième territoire continental à être bombardé en tant que tel en temps de guerre, après le bombardement du Dutch Harbor de Unalaska, en Alaska.
La mission de l'adjudant Fujita avait été de déclencher des feux de forêt sur la côte. À l'époque, les incendies de Tillamook de 1933 et 1939 étaient bien connus, tout comme la destruction de la ville de Bandon, dans l'Oregon, par un petit feu de forêt incontrôlé en 1936. En fait, si les vents avaient été suffisamment forts pour alimenter des feux de forêt de grande ampleur, le "Glen", léger, aurait peut-être eu du mal à naviguer par mauvais temps. Peu après que l'hydravion "Glen" ait atterri et ait été démonté pour être entreposé, le I-25 a été bombardé à la position géographique de 42° 22′ N, 125° 12′ O par un Lockheed Hudson A-29 de l'armée américaine piloté par le capitaine Jean H. Daugherty depuis McChord Field près de Tacoma, Washington. L'Hudson transportait des bombes de démolition polyvalentes de 140 kg avec des fusées à retardement plutôt que des grenades sous-marines. Les bombes causèrent des dommages mineurs, mais la réaction rapide d'un cotre des garde-côtes et de trois autres avions rendit le I-25 plus prudent lors d'un second raid de bombardement le 29 septembre 1942. L'hydravion "Glen" a été assemblé et lancé dans l'obscurité avant l'aube en utilisant le phare du cap Blanco comme référence. L'avion fut entendu à 5h22 par une équipe de travail au poste de guet Grassy Knob, à 11 km à l'est de Port Orford, dans l'Oregon; mais les équipes de pompiers de la station de Gold Beach Ranger ne purent trouver aucune trace des deux bombes incendiaires larguées. L'hydravion "Glen" fut de nouveau récupéré, mais le I-25 décida de ne pas risquer un troisième vol avec les deux bombes incendiaires restantes,. Le capitaine Tagami emmena le I-25 pour qu'il repose "sur le fond [du port de Port Orford] jusqu'à la nuit",.
A 4h15 le 4 octobre 1942, le I-25 torpilla le pétrolier Camden de 6 706 tonnes en route de San Pedro, Californie, vers Puget Sound avec une cargaison de 76 000 barils (12 100 m3) d'essence. Le pétrolier endommagé a été remorqué jusqu'à l'embouchure du fleuve Columbia. Lorsque son tirant d'eau s'est avéré trop important pour atteindre les installations de réparation de Portland (Oregon), un autre remorquage a été organisé vers Puget Sound; mais le pétrolier a été détruit le 10 octobre par un incendie d'origine inconnue lors du second remorquage.
Le soir du 5 octobre 1942, le I-25 torpilla le pétrolier Larry Doheny de la Richfield Oil Company, qui coula le lendemain. La cargaison de 66 000 barils (10 500 m3) de pétrole a été perdue avec 2 membres de l'équipage du pétrolier et 4 membres de l'United States Navy Armed Guard. Les survivants ont atteint Port Orford, Oregon, dans la soirée du 6 octobre.
Deux sous-marins ont été aperçus le 11 octobre 1942 à environ 1 300 km au large des côtes de Washington alors que le I-25 retournait au Japon. Le I-25 a tiré sa dernière torpille sur le sous-marin de tête, qui a coulé en 20 secondes sans que personne s'en aperçoive. Le I-25 a déclaré avoir coulé un sous-marin américain, mais le sous-marin était en fait un sous-marin soviétique de la Classe Leninets: le L-16 qui naviguait avec le L-15 en route de Vladivostok vers le canal de Panama via Unalaska, Alaska et San Francisco. Le second du photographe en chef de la marine américaine, Sergi Andreevich Mihailoff, d'Arcadia en Californie, était à bord du L-16 en tant qu'officier de liaison et interprète, et a été tué avec le reste de l'équipage du sous-marin. La Marine américaine à la frontière maritime occidentale a nié la perte de tout sous-marin et a dissimulé des informations sur la perte soviétique parce que, à l'époque, l'Union soviétique était officiellement neutre dans la guerre entre le Japon et les États-Unis,,.
Le pétrolier SS H.M. Storey transportait du mazout de Nouméa, en Nouvelle-Calédonie, dans l'océan Pacifique Sud, jusqu'à Los Angeles. Le 17 mai 1943, le I-25 torpille et tire des obus sur le navire. L'attaque tua deux membres de l'équipage; 63 d'entre eux réussirent à rejoindre les canots de sauvetage du navire avant qu'il ne coule. Le destroyer américain USS Fletcher a sauvé l'équipage dans les canots de sauvetage et l'a emmené à Port-Vila à Éfaté, une île de Vanuatu, dans le Pacifique Sud,,,,.

### Perte
Le I-25 a été coulé moins d'un an plus tard par un ou plusieurs des destroyers USS Ellet, USS Patterson, USS Wadsworth ou USS Saufley qui ont participé à une série d'engagements navals de la fin août à la mi-septembre 1943 au large des îles des Nouvelles-Hébrides, à environ 240 km)au nord-est d'Espiritu Santo. On ne sait toujours pas quel navire américain a coulé le I-25 (ou tout autre sous-marin de la marine impériale japonaise dans les environs).